# Charmont, Marne

Charmont este o comună în departamentul Marne, Franța. În 2009 avea o populație de 227 de locuitori.